# Eichsfelds voetbalkampioenschap 1929/30
In 1929/30 werd het derde Eichsfelds voetbalkampioenschap gespeeld, dat georganiseerd werd door de Midden-Duitse voetbalbond. VfL 08 Duderstadt werd kampioen en plaatste zich voor de Midden-Duitse eindronde. De club verloor met 2:0 van SV Wacker 05 Nordhausen.

## Gauliga
| Plaats | Club                    | Wed. | W  | G | V  | Saldo | Ptn.  |
| ------ | ----------------------- | ---- | -- | - | -- | ----- | ----- |
| 1.     | VfL 08 Duderstadt       | 16   | 15 | 0 | 1  | 84:21 | 30:2  |
| 2.     | FC 1911 Heiligenstadt   | 16   | 8  | 3 | 5  | 36:38 | 19:13 |
| 3.     | FV Wacker Heiligenstadt | 15   | 9  | 0 | 6  | 25:23 | 18:12 |
| 4.     | SC 1912 Leinefelde      | 14   | 7  | 2 | 5  | 37:30 | 16:12 |
| 5.     | FC Konkordia Beuren     | 16   | 7  | 2 | 7  | 39:36 | 16:16 |
| 6.     | SV Viktoria Kirchworbis | 15   | 6  | 1 | 8  | 33:42 | 13:17 |
| 7.     | FC Brochthausen         | 15   | 6  | 0 | 9  | 40:41 | 12:18 |
| 8.     | VfR Dingelstädt         | 15   | 4  | 3 | 8  | 36:41 | 11:19 |
| 9.     | VfB Worbis              | 16   | 1  | 1 | 14 | 15:73 | 3:29  |

|  | Kampioen, geplaatst voor Midden-Duitse eindronde |
|  | Degradatie                                       |